# 梅甘·邓恩
梅甘·邓恩（英語：Megan Dunn，1991年8月27日—），澳大利亚女子自行车运动员，主攻耐力类项目。她曾代表澳大利亚参加2010年英联邦运动会自行车比赛，获得女子记分赛和女子捕捉赛金牌。